# Kemba Nelson
Kemba Nelson (* 23. Februar 2000 in Montego Bay) ist eine jamaikanische Leichtathletin, die sich auf den Sprint spezialisiert hat.

## Sportliche Laufbahn
Erste Erfahrungen bei internationalen Meisterschaften sammelte Kemba Nelson im Jahr 2018, als sie bei den U20-Weltmeisterschaften in Tampere mit der jamaikanischen 4-mal-100-Meter-Staffel im Vorlauf disqualifiziert wurde. Im Jahr darauf gewann sie bei den CARIFTA-Games in George Town in 11,68 s die Bronzemedaille im 100-Meter-Lauf in der U20-Altersklasse und siegte mit der Staffel in 44,25 s. Anschließend belegte sie bei den U23-NACAC-Meisterschaften in Santiago de Querétaro in 13,75 s den achten Platz über 100 Meter und gelangte kurz darauf bei den U20-Panamerikameisterschaften in San José bis ins Finale, ging dort aber nicht an den Start. 2020 wechselte sie an die Oregon State University in die Vereinigten Staaten und wurde dort 2021 NCAA-Collegemeisterin im 60-Meter-Lauf in der Halle. Im Jahr darauf erreichte sie bei den Weltmeisterschaften in Eugene das Halbfinale über 100 Meter und schied dort mit 11,25 s aus. Zudem gewann sie mit der Staffel in 41,18 s im Finale gemeinsam mit Elaine Thompson-Herah, Shelly-Ann Fraser-Pryce und Shericka Jackson die Silbermedaille hinter dem Team aus den Vereinigten Staaten. Daraufhin gewann sie bei den Commonwealth Games in Birmingham in 43,08 s gemeinsam mit Natalliah Whyte, Remona Burchell und Elaine Thompson-Herah die Bronzemedaille hinter den Teams aus Nigeria und England. 2024 nahm sie mit der Staffel an den Olympischen Sommerspielen in Paris teil und belegte dort in 42,29 s im Finale den fünften Platz.

## Persönliche Bestzeiten
- 100 Meter: 10,88 s (+0,9 m/s), 24. Juni 2022 in Kingston
  - 60 Meter (Halle): 7,05 s, 13. März 2021 in Fayetteville
- 200 Meter: 22,74 s (+0,1 m/s), 15. Mai 2022 in Eugene